# 萨阿德·阿卜杜拉·萨利姆·萨巴赫
萨阿德一世·阿卜杜拉·萨利姆·萨巴赫（阿拉伯语：‎，英语：Saad Al-Abdullah Al-Salim Al-Sabah，1930年5月13日—2008年5月13日），是科威特第14任埃米尔，也是该国历史上在位时间最短的君主，他于2006年1月15日即位，24日被迫退位，只做了10天君主。

## 生平
萨阿德是第11任也是独立后第一任埃米尔阿卜杜拉三世·萨利姆·萨巴赫（1950—1965在位）的长子。1962年至1978年任科威特内政大臣，1964年起兼任国防大臣。1978年1月31日，他被堂兄，新上任的埃米尔贾比尔·艾哈迈德·萨巴赫任命为王储。1978年2月至2003年7月任科威特首相，并在海湾战争后任军队总司令。萨阿德患有肠癌，这给他将来的执政带来困难。2006年1月15日，埃米尔贾比尔·艾哈迈德·萨巴赫去世，他即位为新埃米尔萨阿德一世。他坐在轮椅上出席了前埃米尔的葬礼。贾比尔·艾哈迈德·萨巴赫的堂兄弟首相萨巴赫·艾哈迈德·贾比尔·萨巴赫乘机发难，领导內閣會議啟動憲政程序，以萨阿德年老多病、无法执政为借口，逼迫他遜位，讓萨巴赫繼任。1月24日萨阿德被迫放弃王位。1月29日，科威特國會通過萨巴赫任埃米尔案。萨巴赫隨後宣誓即位成为埃米尔萨巴赫四世。

## 家庭
萨阿德在1950年代与堂妹拉狄法（Latifa bint Fahad Al-Sabah）结婚，有一子五女。子法赫德（Fahad）生于1960年11月11日，1987年结婚，尚无子嗣。第二女和第五女都嫁给了萨巴赫家族成员。
| 前任： 贾比尔三世 | 科威特埃米尔 2006年 | 繼任： 萨巴赫四世 |